# گالان (سانتاندر)
گالان (انگلیسی: Galán, Santander) یک منطقهٔ مسکونی در کلمبیا است.